# Jean-Rodolphe Perronet
Jean-Rodolphe Perronet (Suresnes, 27 de octubre de 1708–París, 27 de febrero de 1794) fue un ingeniero y arquitecto francés, conocido por sus múltiples diseños de puentes y por ser el fundador y primer director de la École des ponts et chaussées de París.

## Vida

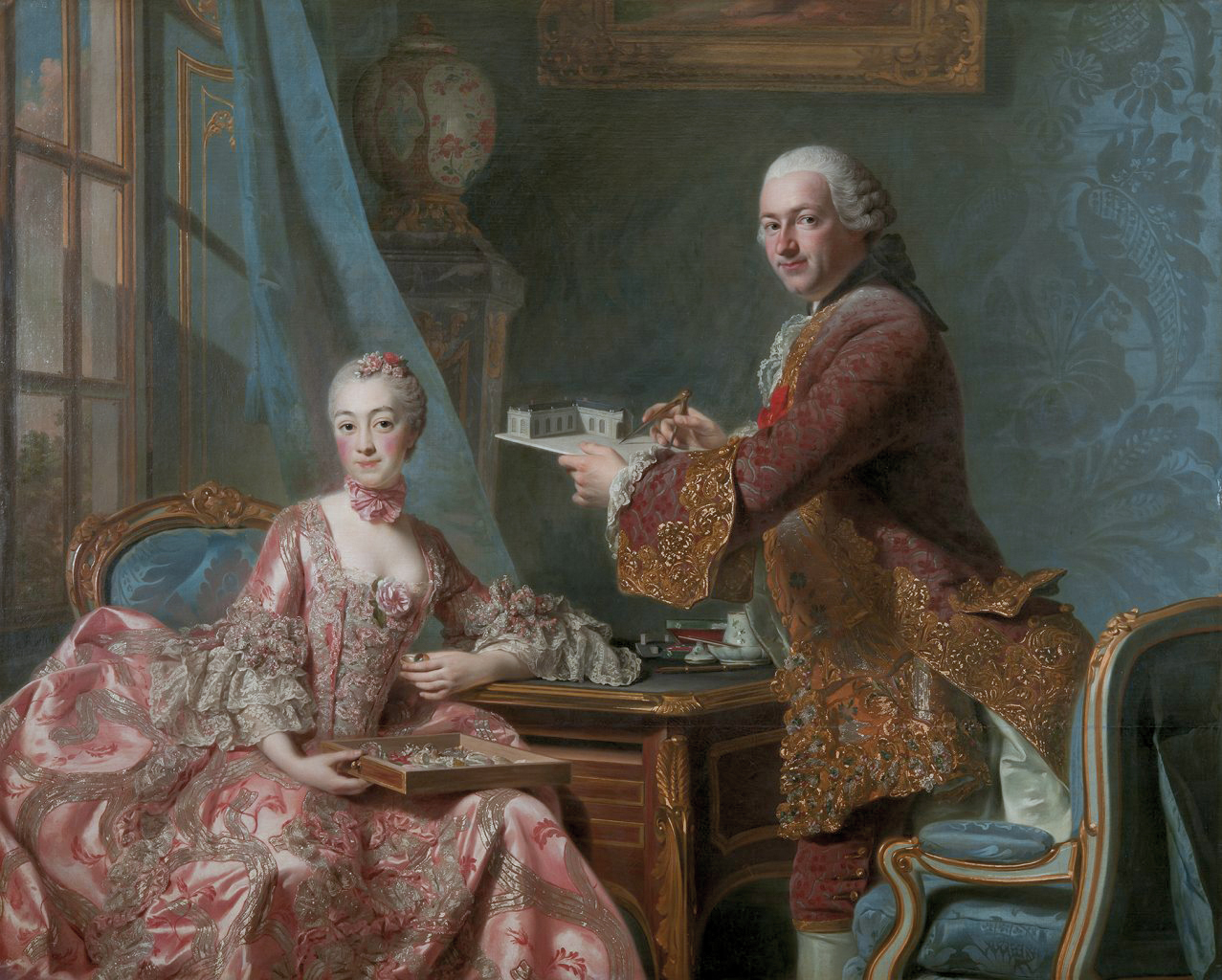
Doble retrato conocido como el Arquitecto Jean-Rodolphe Perronet y su mujer, de Alexander Roslin (1759). Museo de Bellas Artes de Gotemburgo.

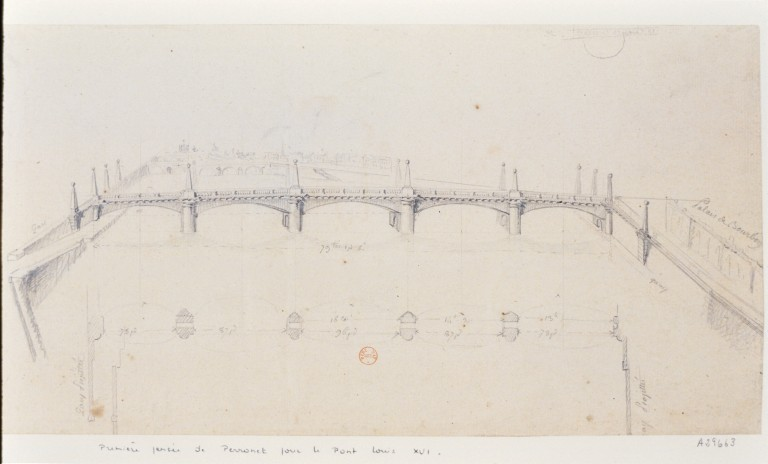
Primer diseño de Perronet para el puente de la Concordia (París).

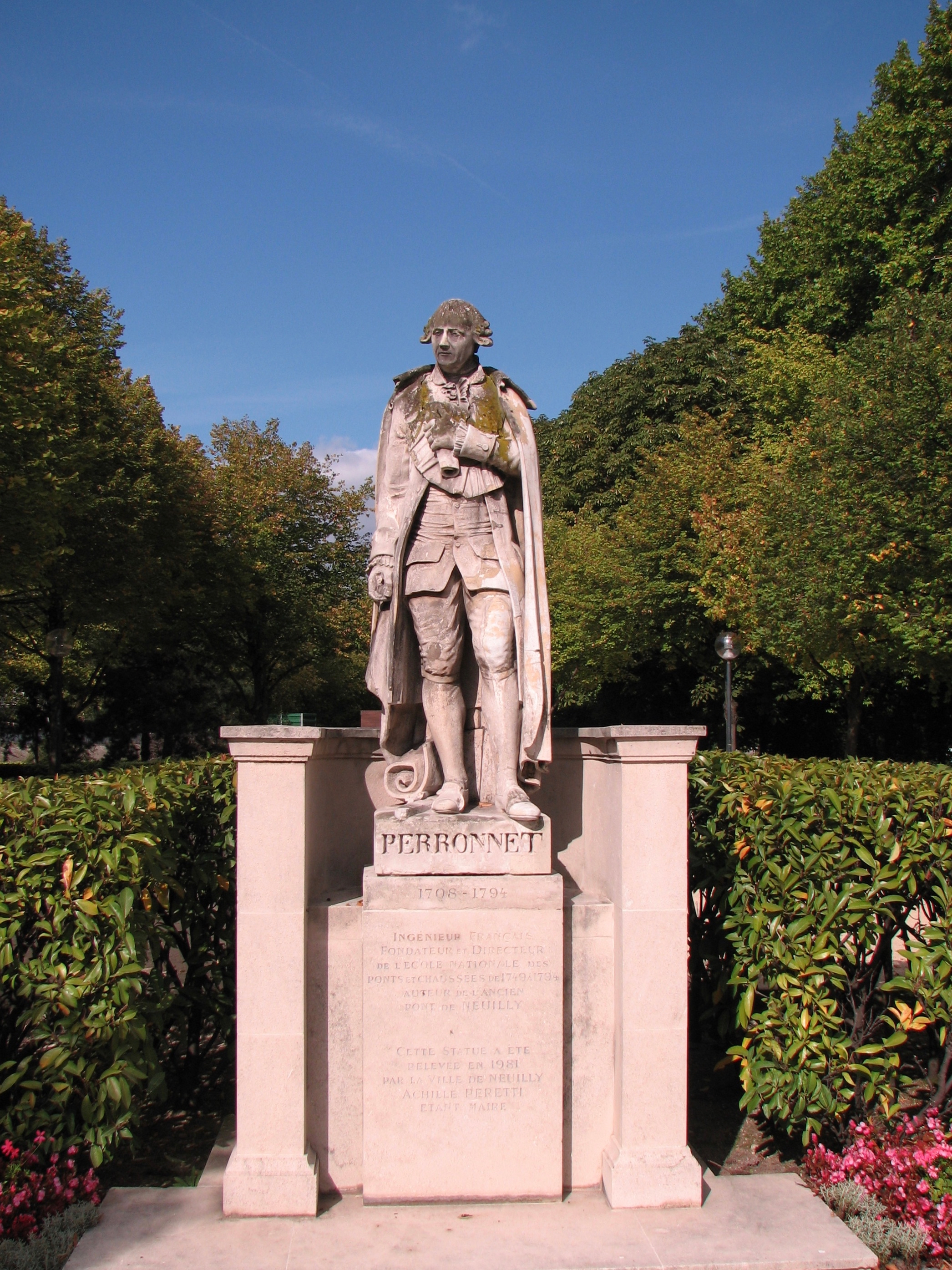
Estatua de Jean-Rodolphe Perronet, en un extremo de la Isla de Puteaux, en Neuilly-sur-Seine.

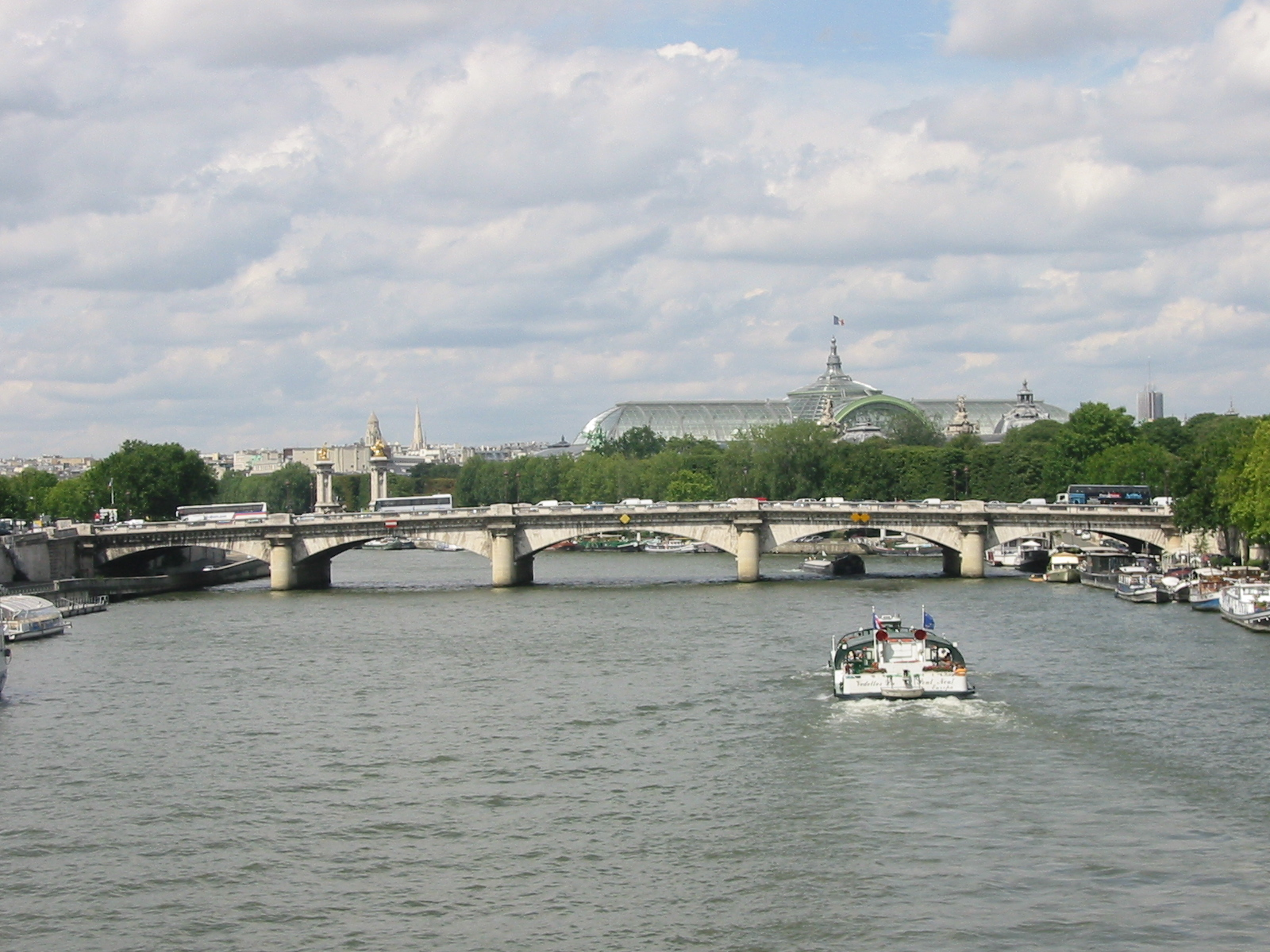
Vista actual del Puente de la Concordia.

Nació en el seno de una familia acomodada de Paris. Su padre era miembro de la guardia suiza. Fue aprendiz a la edad de 17 años de Jean Beausire, primer arquitecto de la villa de París. En el año 1735 fue nombrado como sous-ingénieur (ayudante ingeniero) en Alençon, y un año después ingresó en el cuerpo de ingenieros de puentes de Paris. En 1747 fue nombrado director del cuerpo de diseñadores reales (Bureau des dessinateurs du Roi), trabajando posteriormente en la afamada École des ponts et chaussées, de la que fue fundador y primer director, y donde tuvo de ayudante al ingeniero Gaspard de Prony. Durante este período de su vida tuvo correspondencia con el constructor de puentes suizo Charles Labelye.
Así mismo, contribuyó a la redacción de la Enciclopedia (la Encyclopédie ou Dictionnaire raisonné des sciences, des arts et des métiers, editada entre 1751 y 1772 bajo la dirección de Diderot y de d’Alembert), con dos artículos, titulados "Pompe à feu" y "Épinglier" (Bomba de calor y Volante).
Murió en París en 1794, a los 85 años de edad.

## Obras
Especializado en ingeniería estructural es conocido por haber realizado numerosas intervenciones de diseño y construcción de puentes. Una de sus obras más conocidas es el Pont de la Concorde (1787), denominado inicialmente como puente de Luis XVI. Publicó unas tablas sobre arcos de puente que fueron empleados por los arquitectos de su época.
- 1750-1760 : Puente en Orléans.
- 1757-1765 : Puente en Mantes.
- 1758-1764 : Puente en Trilport.
- 1765-1786 : Puente en Château-Thierry.
- 1766-1769 : Pont Saint-Edne en Nogent.
- 1768-1774 : Puente en Neuilly-sur-Seine.
- 1770-1771 : Pont Les Fontaines.
- 1774-1785 : Puente en Sainte-Maxence sur l’Oise.
- 1775 : Puente en Biais-Bicheret.
- 1776-1791 : Puente en Nemours.
- 1784-1787 : Puente en Brunoy.
- 1786-1787 : Puente en Rosoy.
- 1786-1791 : Pont Louis XVI, posteriormente renombrado como Pont de la Concorde, Paris.

## Reconocimientos
- Perronet era miembro de la Academia de Ciencias de Francia. En 1772 fue elegido miembro extranjero de la Real Academia de las Ciencias de Suecia, y en 1788 miembro de la Royal Society.[5]